# Stinkbusch
Der Stinkbusch, Schäferbaum oder Stinkender Hirtenbaum (Boscia foetida) ist eine Pflanzenart, die zur  Gattung Boscia innerhalb der Familie der Kaperngewächse (Capparaceae) zählt. Es ist eine von den sechs im südlichen Afrika vorkommenden Arten der insgesamt etwa 37 Arten dieser Gattung, von denen sie als einzige kein Baum ist.

## Beschreibung

### Vegetative Merkmale
Der Stinkbusch wächst als immergrüner Strauch und erreicht Wuchshöhen von 2 bis 3 Metern. Er bildet kleine, dicke, lederige, kurz gestielte Laubblätter aus, die schraubig oder büschelig an Kurztrieben angeordnet sind.

### Generative Merkmale
Die Blütezeit erstreckt sich von August bis April; die Hauptblütezeit fällt in den September bis Oktober.
Wegen des sich aus den grün-gelblichen Blüten entwickelnden Geruchs nach Fäkalien, mit dem diese Pflanze Insekten zur Bestäubung anlockt, erhielt Boscia foetida sein Artepitheton (lat. foetida für „stinkend“). Nach dem eng verwandten eigentlichen Hirtenbaum (Boscia albitrunca), auch Witgatbaum, Weißstamm, Weißrindenbaum oder Schäferbaum genannt, wird er auch Stinkender Hirtenbaum oder Stinkender Witgatbaum genannt. Die kleinen, grünlich gelben Blüten sind vierzählig. Es sind vier Kelchblätter vorhanden. Kronblätter fehlen. Die Staubblätter sind zu einem kurzen Androphor verwachsen.
Es werden runde, haarige Beeren gebildet, die einen Durchmesser von etwa 10 mm aufweisen und bei Reife gelb bis hellbraun werden. Man findet Früchte das ganze Jahr über, doch verstärkt in der Zeit von Oktober bis März. Die Beeren schmecken süß und werden von Tieren und Menschen gegessen.

## Vorkommen
Als Hauptverbreitungsgebiet werden die ariden Gebiete Namibias und Südafrikas, dort vorwiegend in der Provinz Nordkap, angesehen; dabei ist der Busch eine besonders in den Wüsten Namib und Kalahari an Standorten in Ebenen, Trockenrinnen und auf Felsboden häufig anzutreffende Pflanzenart. In Botswana ist diese Pflanzenart seltener und könnte durch Überweidung bedroht werden (Status LR/nt resp. NT).

## Systematik
Die Erstbeschreibung von Boscia foetida erfolgte 1888 durch Hans Schinz in Beiträge zur Kenntnis der Flora von Deutsch-Südwest-Afrika und der angrenzenden Gebiete. In: Verhandlungen des Botanischen Vereins der Provinz Brandenburg, Band 29, S. 44–64.
Je nach Autor gibt es mehrere Unterarten:
- Boscia foetida Schinz subsp. foetida
- Boscia foetida subsp. longipedicellata (Gilg) Toelken
- Boscia foetida subsp. matabelensis Pestal.
- Boscia foetida subsp. minima Toelken (Wuchshöhe unter 30 cm)
- Boscia foetida subsp. rehmanniana (Pest.) Toelken

## Nutzung
Die Wurzeln sowie die braunen, runden Früchte sind essbar; sie werden von den Einheimischen auch als Heil- und Zaubermittel verwendet. Sie nennen den Stinkbusch ingcotho, umpheme oder umphisi lomncane. Die Blätter wirken gegen Bauchschmerzen.